# Call of Duty 2: Big Red One
Call of Duty 2: Big Red One é um jogo eletrônico de tiro em primeira pessoa desenvolvido pela Treyarch e High Voltage Software e publicado pela Activision em novembro de 2005 para PlayStation 2, Xbox e GameCube.
Apesar do título numérico, o jogo é um spin off do jogo principal Call of Duty 2, que foi lançado para PC e Xbox 360 no mesmo ano. É o primeiro jogo da franquia a ser desenvolvido pela Treyarch, empresa que passou a desenvolver vários outros títulos posteriores da série.

## Jogabilidade
Call of Duty 2: Big Red One é um jogo de tiro em primeira pessoa que possui um modo de história para um jogador e um modo multijogador. O jogador pode agachar-se e deitar-se e é capaz de escalar paredes baixas e outros obstáculos. Duas armas de fogo podem ser transportadas, as quais podem ser trocadas pelas que foram deixadas por aliados e inimigos no campo de batalha, bem como granadas de fragmentação. A mira de ferro de uma arma pode ser usada para mirar com mais precisão. Uma bússola no heads-up display (HUD) mostra aliados e inimigos, e marcadores de objetivo para indicar locais que o jogador deve alcançar, áreas a defender ou canhões ou tanques inimigos que o jogador deve plantar explosivos para desativar. Armas instaladas como metralhadoras e canhões antiaéreos estão disponíveis em alguns locais para derrotar as forças inimigas. Além disso, algumas missões colocam o jogador no controle de um tanque. Em uma missão, o jogador assume o papel de um tripulante de um B-24 Liberator da Força Aérea dos Estados Unidos, e atua como bombardeiro e artilheiro. O modo multiplayer de Big Red One desenvolvido com o apoio da Gray Matter Interactive assemelha-se muito ao estabelecido em Call of Duty: United Offensive, com veículos, classes de personagem e pontos de experiência.
Ao contrário do sistema implementado em Call of Duty 2, em Big Red One não há sistema de regeneração de saúde (que se tratava do personagem se recuperar quando não era mais alvejado ou usando a cobertura), sendo que o sistema de saúde no jogo retorna ao que foi apresentado no primeiro título da série, com o sistema de kits médicos. A saúde do jogador é apresentada por uma barra verde no HUD. Os kits médicos podem ser encontrados espalhados ao longo dos níveis.

## Sinopse
Em Call of Duty 2: Big Red One, o jogador assume o papel do soldado americano Roland Roger da 1.ª Divisão de Infantaria dos Estados Unidos, que recebe o apelido de Big Red One ("Grande 1 Vermelho") devido ao remendo de ombro da Divisão que ostenta um grande numeral vermelho. Roger é controlável durante todo o jogo, exceto por um nível em que o jogador assume o papel de seu irmão Stretch como artilheiro de um B-24 Liberator em uma missão de bombardeio.
Big Red One difere de outros jogos anteriores da franquia Call of Duty e do jogo principal de modo que se concentra no ponto de vista de um único país Aliado durante a Segunda Guerra Mundial. O jogo começa com um nível prólogo em uma batalha pela cidade francesa de Maubeuge em setembro de 1944. Após isso, o jogo retorna 2 anos antes a partir de 1942, cobrindo a participação do Big Red One desde a invasão e libertação do Norte da África (Operação Tocha), a invasão da Sicília, os Desembarques da Normandia (Praia de Omaha) e a marcha na Frente Ocidental na Campanha da Linha Siegfried, finalmente culminando na travessia da fronteira e adentrando para o interior da Alemanha.
Antes do início de alguns níveis de uma frente de batalha na história do jogo, vídeos com imagens reais da Segunda Guerra Mundial são exibidos sob a logo do Military Channel, com a narração de Mark Hamill (que apareceu no filme de Samuel Fuller The Big Red One de 1980, também conhecido por Luke Skywalker de Guerra Nas Estrelas), imitando um documentário da Segunda Guerra Mundial focado na 1.ª Divisão e seu engajamento durante a guerra. O jogo apresenta a dublagem de vários atores da minissérie da HBO Band of Brothers, incluindo Michael Cudlitz, James Madio, Frank John Hughes, Richard Speight, Jr., Ross McCall, Rick Gomez e Rene Morono. A capa do jogo apresenta o ator Stephen Saux. A história e os personagens foram escritos por Aaron Ginsburg e Wade McIntyre.

## Recepção
De acordo com o agregador de críticas Metacritic, o jogo recebeu críticas "geralmente favoráveis" dos críticos.
PS2: 77/100
A versão PlayStation 2 de Big Red One recebeu um prêmio de vendas "Platinum" da Entertainment and Leisure Software Publishers Association (ELSPA), indicando vendas de pelo menos 300.000 cópias no Reino Unido.